# クリス・カリアソ
クリス・カリアソ（Chris Cariaso、1981年5月27日 - ）は、アメリカ合衆国の男性総合格闘家。カリフォルニア州サンノゼ出身。ファイト・アンド・フィットネス所属。元ISCF世界バンタム級王者。クリス・カリアーゾとも表記される。

## 来歴
ブルース・リーの影響で5歳から格闘技を始め、11歳でムエタイを始めた。散打とボクシングを学び、2006年に総合格闘技デビュー。
2009年10月24日、LTDで行われたISCF世界バンタム級王座決定戦でローランド・ベラスコと対戦し、パンチ連打でTKO勝ちを収め王座獲得に成功した。

### WEC
2010年6月20日、WEC初参戦となったWEC 49でハファエル・ヒベイロと対戦し、3-0の判定勝ちを収めた。
2010年12月16日、WEC 53でヘナン・バラオンと対戦し、チョークスリーパーで一本負けを喫した。

### UFC
2011年1月22日、UFC初参戦となったUFC: Fight for the Troops 2でウィル・カンプザーノと対戦し、3-0の判定勝ちを収めた。
2011年5月28日、UFC 130でマイケル・マクドナルドと対戦し、1-2の判定負けを喫した。
2012年2月26日、UFC 144で水垣偉弥と対戦し、3-0の判定勝ち。物議を醸す判定だったため負けた水垣にも勝利ボーナスが支払われた。
2012年7月11日、フライ級転向初戦となったUFC on Fuel TV 4でジョシュ・ファーガソンと対戦し、3-0の判定勝ちを収めた。
2013年5月18日、UFC on FX 8でフライ級ランキング5位のジュシー・フォルミーガと対戦し、判定負け。
2014年9月27日、UFC 178の世界フライ級タイトルマッチでデメトリアス・ジョンソンと対戦し、キムラロックで一本負けを喫し王座獲得に失敗した。
2015年3月14日、UFC 185でヘンリー・セフードと対戦し、0-3の判定負け。
2016年2月3日、ジム経営に専念するため引退を表明した。

## 戦績
| 総合格闘技 戦績 | 総合格闘技 戦績 | 総合格闘技 戦績 | 総合格闘技 戦績 | 総合格闘技 戦績 | 総合格闘技 戦績 | 総合格闘技 戦績 |
| --------------- | --------------- | --------------- | --------------- | --------------- | --------------- | --------------- |
| 25 試合         | (T)KO           | 一本            | 判定            | その他          | 引き分け        | 無効試合        |
| 17 勝           | 3               | 2               | 12              | 0               | 0               | 0               |
| 8 敗            | 1               | 3               | 4               | 0               | 0               | 0               |

| 勝敗 | 対戦相手                   | 試合結果                          | 大会名                                                         | 開催年月日     |
| ×    | セルジオ・ペティス         | 5分3R終了 判定0-3                 | UFC 192: Cormier vs. Gustafsson                                | 2015年10月3日  |
| ×    | ヘンリー・セフード         | 5分3R終了 判定0-3                 | UFC 185: Pettis vs. dos Anjos                                  | 2015年3月14日  |
| ×    | デメトリアス・ジョンソン   | 2R 2:29 キムラロック              | UFC 178: Johnson vs. Cariaso 【UFC世界フライ級タイトルマッチ】 | 2014年9月27日  |
| ○    | ルイス・スモルカ           | 5分3R終了 判定2-1                 | UFC Fight Night: Brown vs. Silva                               | 2014年5月10日  |
| ○    | ダニー・マルティネス       | 5分3R終了 判定3-0                 | UFC 169: Barao vs. Faber                                       | 2014年2月1日   |
| ○    | イリアルデ・サントス       | 2R 4:31 TKO（スタンドパンチ連打） | UFC Fight Night: Maia vs. Shields                              | 2013年10月9日  |
| ×    | ジュシー・フォルミーガ     | 5分3R終了 判定0-3                 | UFC on FX 8: Belfort vs. Rockhold                              | 2013年5月18日  |
| ×    | ジョン・モラガ             | 3R 1:11 ギロチンチョーク          | UFC 155: dos Santos vs. Velasquez 2                            | 2012年12月29日 |
| ○    | ジョシュ・ファーガソン     | 5分3R終了 判定3-0                 | UFC on Fuel TV 4: Munoz vs. Weidman                            | 2012年7月11日  |
| ○    | 水垣偉弥                   | 5分3R終了 判定3-0                 | UFC 144: Edgar vs. Henderson                                   | 2012年2月26日  |
| ○    | ヴァウアン・リー           | 5分3R終了 判定2-1                 | UFC 138: Leben vs. Munoz                                       | 2011年11月5日  |
| ×    | マイケル・マクドナルド     | 5分3R終了 判定1-2                 | UFC 130: Rampage vs. Hamill                                    | 2011年5月28日  |
| ○    | ウィル・カンプザーノ       | 5分3R終了 判定3-0                 | UFC: Fight for the Troops 2                                    | 2011年1月22日  |
| ×    | ヘナン・バラオン           | 1R 3:47 チョークスリーパー        | WEC 53: Henderson vs. Pettis                                   | 2010年12月16日 |
| ○    | ハファエル・ヒベイロ       | 5分3R終了 判定3-0                 | WEC 49: Varner vs. Shalorus                                    | 2010年6月20日  |
| ○    | ローランド・ベラスコ       | 2R 3:17 TKO（パンチ連打）         | LTD: Rumble in Richmond 【ISCF世界バンタム級王座決定戦】       | 2009年10月24日 |
| ○    | アルヴィン・カクダック     | チョークスリーパー                | WCSC: The Awakening                                            | 2009年5月30日  |
| ○    | アンソニー・フィゲロア     | 2R 4:34 チョークスリーパー        | Strikeforce: Melendez vs. Thomson                              | 2008年6月27日  |
| ×    | マーク・オーシロ           | 1R 2:38 TKO（パンチ連打）         | ShoXC: Elite Challenger Series                                 | 2008年3月21日  |
| ○    | リック・マッコーケル       | 5分3R終了 判定3-0                 | ShoXC: Elite Challenger Series                                 | 2007年10月26日 |
| ○    | アンソニー・フィゲロア     | 3分3R終了 判定3-0                 | Strikeforce: Shamrock vs. Baroni                               | 2007年6月22日  |
| ○    | デビッド・バリオス         | 2R KO（キック）                   | CCFC: Total Elimination                                        | 2007年5月12日  |
| ○    | アンドリュー・ヴァラダレス | 3分3R終了 判定3-0                 | Strikeforce: Young Guns                                        | 2007年2月10日  |
| ○    | ウォルト・ヒューズ         | 5分3R終了 判定3-0                 | Warrior Cup 1                                                  | 2006年8月12日  |
| ○    | ラルフ・アルバラド         | 5分3R終了 判定3-0                 | ICFO 1: Stockton                                               | 2006年5月13日  |

## 獲得タイトル
- 初代ISCF世界バンタム級王座（2009年）

## 表彰
- ブラジリアン柔術 茶帯